# 1978年イタリアグランプリ
1978年イタリアグランプリ (1978 Italian Grand Prix, XLIX Gran Premio d'Italia) は、1978年F1世界選手権の第14戦として、1978年9月10日にモンツァ・サーキットで開催された。

## 開催前
第13戦オランダGP終了時点で、ドライバーズランキング首位のマリオ・アンドレッティ（ロータス）は63ポイントを獲得。3位のニキ・ラウダ（ブラバム）は35ポイントで、残り3戦を連勝しても62ポイント止まりでアンドレッティを越す事ができない。2位のロニー・ピーターソン（ロータス）は51ポイントで唯一アンドレッティを逆転できる位置にいたが、この年のロータスはチームオーダーでアンドレッティを優先させる方針だったため、アンドレッティのチャンピオンはほぼ確定していた。

### エントリーリスト
| チーム                                     | No. | ドライバー                     | コンストラクター      | シャシー | エンジン                         | タイヤ |
| ------------------------------------------ | --- | ------------------------------ | --------------------- | -------- | -------------------------------- | ------ |
| パルマラート・レーシングチーム             | 1   | ニキ・ラウダ                   | ブラバム              | BT46     | アルファロメオ 115-12 3.0L F12   | G      |
| パルマラート・レーシングチーム             | 2   | ジョン・ワトソン               | ブラバム              | BT46     | アルファロメオ 115-12 3.0L F12   | G      |
| エルフ・チーム・ティレル                   | 3   | ディディエ・ピローニ           | ティレル              | 008      | フォード・コスワース DFV 3.0L V8 | G      |
| エルフ・チーム・ティレル                   | 4   | パトリック・デパイユ           | ティレル              | 008      | フォード・コスワース DFV 3.0L V8 | G      |
| ジョン・プレイヤー・チーム・ロータス       | 5   | マリオ・アンドレッティ         | ロータス              | 79       | フォード・コスワース DFV 3.0L V8 | G      |
| ジョン・プレイヤー・チーム・ロータス       | 6   | ロニー・ピーターソン           | ロータス              | 78       | フォード・コスワース DFV 3.0L V8 | G      |
| マールボロ・チーム・マクラーレン           | 7   | ジェームス・ハント             | マクラーレン          | M26      | フォード・コスワース DFV 3.0L V8 | G      |
| マールボロ・チーム・マクラーレン           | 8   | パトリック・タンベイ           | マクラーレン          | M26      | フォード・コスワース DFV 3.0L V8 | G      |
| ATS・レーシング                            | 9   | ミハエル・ブリークモレン       | F&Sプロパティーズ/ATS | HS1      | フォード・コスワース DFV 3.0L V8 | G      |
| ATS・レーシング                            | 10  | ハラルド・アートル             | ATS                   | HS1      | フォード・コスワース DFV 3.0L V8 | G      |
| スクーデリア・フェラーリ SpA SEFAC         | 11  | カルロス・ロイテマン           | フェラーリ            | 312T3    | フェラーリ 015 3.0L F12          | M      |
| スクーデリア・フェラーリ SpA SEFAC         | 12  | ジル・ヴィルヌーヴ             | フェラーリ            | 312T3    | フェラーリ 015 3.0L F12          | M      |
| フィッティパルディ・オートモーティブ       | 14  | エマーソン・フィッティパルディ | フィッティパルディ    | F5A      | フォード・コスワース DFV 3.0L V8 | G      |
| エクィップ・ルノー・エルフ                 | 15  | ジャン＝ピエール・ジャブイーユ | ルノー                | RS01     | ルノー・EF1 1.5L V6ターボ        | M      |
| シャドウ・レーシング・チーム               | 16  | ハンス＝ヨアヒム・スタック     | シャドウ              | DN9      | フォード・コスワース DFV 3.0L V8 | G      |
| シャドウ・レーシング・チーム               | 17  | クレイ・レガツォーニ           | シャドウ              | DN9      | フォード・コスワース DFV 3.0L V8 | G      |
| チーム・サーティース                       | 18  | ジマックス（カルロ・フランキ） | サーティース          | TS20     | フォード・コスワース DFV 3.0L V8 | G      |
| ベータ・チーム・サーティース               | 19  | ヴィットリオ・ブランビラ       | サーティース          | TS20     | フォード・コスワース DFV 3.0L V8 | G      |
| ウォルター・ウルフ・レーシング             | 20  | ジョディー・シェクター         | ウルフ                | WR6      | フォード・コスワース DFV 3.0L V8 | G      |
| チーム・ティソ・エンサイン                 | 22  | デレック・デイリー             | エンサイン            | N177     | フォード・コスワース DFV 3.0L V8 | G      |
| ザックス・レーシング                       | 23  | ハラルド・アートル             | エンサイン            | N177     | フォード・コスワース DFV 3.0L V8 | G      |
| チーム・レバーク                           | 25  | ヘクトール・レバーク           | ロータス              | 78       | フォード・コスワース DFV 3.0L V8 | G      |
| リジェ・ジタン                             | 26  | ジャック・ラフィット           | リジェ                | JS9      | マトラ MS78 3.0L V12             | G      |
| ウィリアムズ・グランプリ・エンジニアリング | 27  | アラン・ジョーンズ             | ウィリアムズ          | FW06     | フォード・コスワース DFV 3.0L V8 | G      |
| BSファブリケーションズ                     | 29  | ネルソン・ピケ                 | マクラーレン          | M23      | フォード・コスワース DFV 3.0L V8 | G      |
| リゲット・グループ/B&Sファブリケーションズ | 30  | ブレット・ランガー             | マクラーレン          | M26      | フォード・コスワース DFV 3.0L V8 | G      |
| セオドール・レーシング・香港               | 32  | ケケ・ロズベルグ               | ウルフ                | WR4      | フォード・コスワース DFV 3.0L V8 | G      |
| マールボロ・チーム・マクラーレン           | 33  | ブルーノ・ジャコメリ           | マクラーレン          | M26      | フォード・コスワース DFV 3.0L V8 | G      |
| チーム・メルツァリオ                       | 34  | アルベルト・コロンボ           | メルツァリオ          | A1       | フォード・コスワース DFV 3.0L V8 | G      |
| アロウズ・レーシング・チーム               | 35  | リカルド・パトレーゼ           | アロウズ              | A1       | フォード・コスワース DFV 3.0L V8 | G      |
| アロウズ・レーシング・チーム               | 36  | ロルフ・シュトメレン           | アロウズ              | A1       | フォード・コスワース DFV 3.0L V8 | G      |
| チーム・メルツァリオ                       | 37  | アルトゥーロ・メルツァリオ     | メルツァリオ          | A1       | フォード・コスワース DFV 3.0L V8 | G      |
| 出典:                                      |     |                                |                       |          |                                  |        |

## 予選
ロータス・79に乗るピーターソンは、金曜日午前中の予選1回目に2番手のタイムを叩き出したが、数周後にエンジントラブルが発生。このため午後はスペアカーとして用意されていたロータス・78で出走、さらに翌日はクラッチとブレーキトラブルのためタイムを更新できず、ポールポジションを獲得したアンドレッティと対照的に予選5位という結果となった。
ミシュランユーザーであるジル・ヴィルヌーヴ（フェラーリ）が予選2位、ジャン＝ピエール・ジャブイーユ（ルノー）が3位と好記録を出した。

### 予選結果
| 順位  | No | ドライバー                     | コンストラクター             | 1回目    | 2回目    | 3回目    | タイム差 |
| ----- | -- | ------------------------------ | ---------------------------- | -------- | -------- | -------- | -------- |
| 1     | 5  | マリオ・アンドレッティ         | ロータス・フォード           | 1'37.780 | 1'38.401 | 1'37.520 | -        |
| 2     | 12 | ジル・ヴィルヌーヴ             | フェラーリ                   | 1'39.046 | 1'38.513 | 1'37.866 | + 0.346  |
| 3     | 15 | ジャン＝ピエール・ジャブイーユ | ルノー                       | 1'38.439 | 1'39.242 | 1'37.930 | + 0.410  |
| 4     | 1  | ニキ・ラウダ                   | ブラバム・アルファロメオ     | 1'39.378 | 1'39.092 | 1'38.215 | + 0.695  |
| 5     | 6  | ロニー・ピーターソン           | ロータス・フォード           | 1'38.256 | 1'40.518 | 1'38.634 | + 0.736  |
| 6     | 27 | アラン・ジョーンズ             | ウィリアムズ・フォード       | 1'39.181 | 1'39.143 | 1'38.271 | + 0.751  |
| 7     | 2  | ジョン・ワトソン               | ブラバム・アルファロメオ     | 1'38.610 | 1'39.376 | 1'38.611 | + 1.090  |
| 8     | 26 | ジャック・ラフィット           | リジェ・マトラ               | 1'39.195 | 1'40.370 | 1'38.917 | + 1.397  |
| 9     | 20 | ジョディー・シェクター         | ウルフ・フォード             | 1'39.170 | 1'39.017 | 1'38.937 | + 1.417  |
| 10    | 7  | ジェームス・ハント             | マクラーレン・フォード       | 1'39.475 | 1'39.166 | 1'38.938 | + 1.418  |
| 11    | 11 | カルロス・ロイテマン           | フェラーリ                   | 1'39.395 | 1'38.959 | 1'38.969 | + 1.439  |
| 12    | 35 | リカルド・パトレーゼ           | アロウズ・フォード           | 1'40.264 | 1'39.831 | 1'39.179 | + 1.659  |
| 13    | 14 | エマーソン・フィッティパルディ | フィッティパルディ・フォード | 1'40.170 | 1'40.665 | 1'39.421 | + 1.901  |
| 14    | 3  | ディディエ・ピローニ           | ティレル・フォード           | 1'41.223 | 1'41.465 | 1'39.531 | + 2.011  |
| 15    | 17 | クレイ・レガツォーニ           | シャドウ・フォード           | 1'39.621 | 1'39.675 | 1'40.880 | + 2.101  |
| 16    | 4  | パトリック・デパイユ           | ティレル・フォード           | 1'41.934 | 1'40.774 | 1'39.630 | + 2.110  |
| 17    | 16 | ハンス＝ヨアヒム・スタック     | シャドウ・フォード           | 1'39.701 | 1'40.550 | 1'39.882 | + 2.181  |
| 18    | 22 | デレック・デイリー             | エンサイン・フォード         | 1'40.075 | 1'40.674 | 1'40.382 | + 2.555  |
| 19    | 8  | パトリック・タンベイ           | マクラーレン・フォード       | 1'40.290 | 1'41.202 | 1'40.163 | + 2.643  |
| 20    | 33 | ブルーノ・ジャコメリ           | マクラーレン・フォード       | 1'40.725 | 1'41.483 | 1'40.199 | + 2.679  |
| 21    | 30 | ブレット・ランガー             | マクラーレン・フォード       | 1'52.164 | 1'44.285 | 1'40.302 | + 2.782  |
| 22    | 37 | アルトゥーロ・メルツァリオ     | メルツァリオ・フォード       | 1'41.561 | 1'45.963 | 1'40.702 | + 3.182  |
| 23    | 19 | ヴィットリオ・ブランビラ       | サーティース・フォード       | 1'40.805 | 1'41.088 | 1'40.860 | + 3.285  |
| 24    | 29 | ネルソン・ピケ                 | マクラーレン・フォード       | 1'40.846 | 1'41.548 | 1'41.080 | + 3.326  |
| DNQ   | 25 | ヘクトール・レバーク           | ロータス・フォード           | 1'41.260 | 1'41.063 | 1'41.116 | + 3.543  |
| DNQ   | 10 | ハラルド・アートル             | ATS・フォード                | 1'43.538 | 1'43.352 | 1'41.185 | + 3.565  |
| DNQ   | 9  | ミハエル・ブリークモレン       | ATS・フォード                | 1'41.677 | 1'42.432 | 1'41.814 | + 4.157  |
| DNQ   | 18 | ジマックス                     | サーティース・フォード       | 1'49.914 | 1'46.080 | 1'44.408 | + 6.888  |
| DNPQ  | 23 | ハラルド・アートル             | エンサイン・フォード         |          |          |          |          |
| DNPQ  | 32 | ケケ・ロズベルグ               | ウルフ・フォード             |          |          |          |          |
| DNPQ  | 36 | ロルフ・シュトメレン           | アロウズ・フォード           |          |          |          |          |
| DNPQ  | 34 | アルベルト・コロンボ           | メルツァリオ・フォード       |          |          |          |          |
| 出典: |    |                                |                              |          |          |          |          |

- 太字は確定タイム。
- DNPQは予備予選不通過。

## 決勝

### 多重事故
午前中のフリー走行でピーターソンの79がブレーキトラブルのためクラッシュ。スペアカーの79はアンドレッティ用のセッティングが施されていたため、旧型の78でレースに臨んだ。

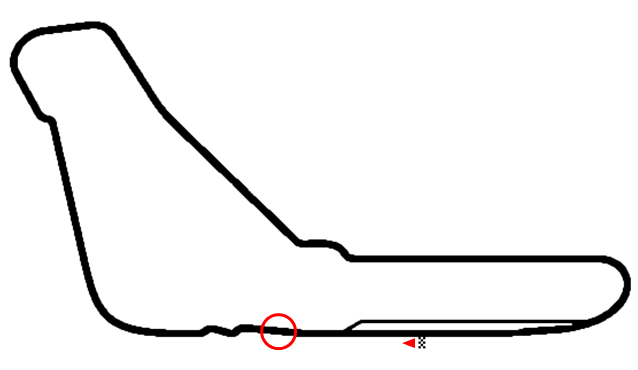
赤い円内が多重事故の発生場所

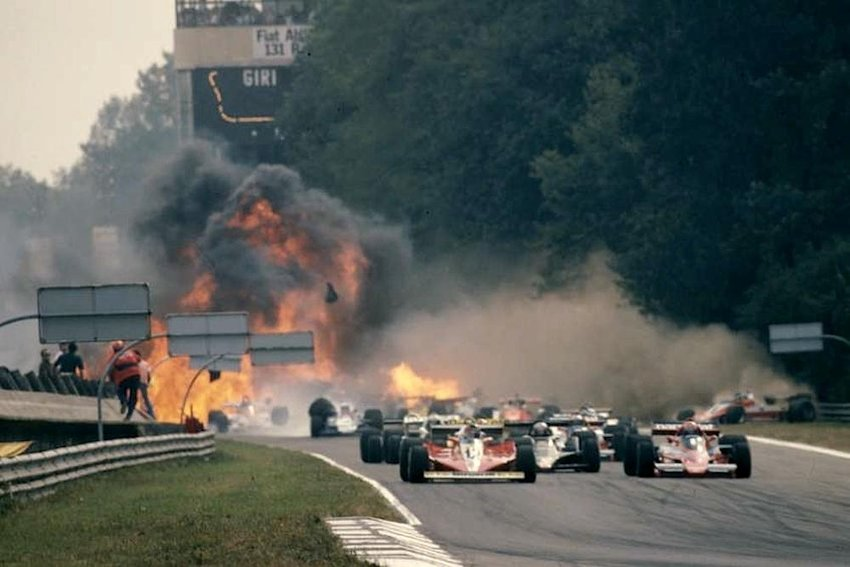
事故の瞬間

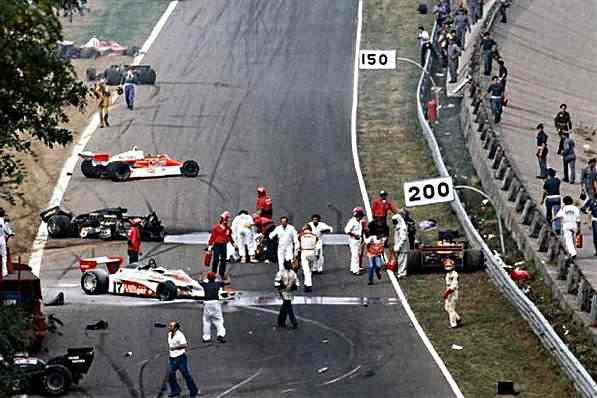
事故後の状況

午後3時半にフォーメーション・ラップが開始され、各マシンがグリッドに付き始めたが、後方のマシンが止まらないうちにグリーンシグナルが点灯した。前方のマシンは慌ててスタートを切り、後方のマシンはまだスピードが出た状態だったため前方の集団に追い付き、集団の前後が詰まった状態となった。さらに、モンツァのホームストレートは第1シケインに向けて横幅が狭まっていくたため、各車が密集した状態となり、シケイン手前で多重接触事故が発生した。
まず、後方集団に押し出される形でリカルド・パトレーゼ（アロウズ）が進路を変え、これをよけたジェームス・ハント（マクラーレン）がピーターソンの78の右後輪にヒットした。ピーターソンはスピンしてコース右側のバリアに衝突し、炎と黒煙が立ち上った。78は炎に包まれながらコースを横切り、ディディエ・ピローニ（ティレル）にぶつかって停止した。このほかクレイ・レガツォーニ（シャドウ）、パトリック・デパイユ（ティレル）、ヴィットリオ・ブランビラ（サーティース）など10台がこの事故に巻き込まれた。
レースはただちに赤旗中断となり、負傷者の救助作業が行われた。ピーターソンは炎上する車内からハント、レガツォーニらに引きずり出されたが、左足を2か所と右足を6か所、更には足の指も骨折していたのに加え、左腕と肩に火災による火傷を負っていた。また、ブランビラもホイールが頭部に直撃して重傷を負った。17分後に救急車が到着し、ピーターソンとブランビラはミラノ市内のニグアルダ病院に運ばれた。

### レース再開
レースは1周未満で中断したため、予選順のスタートからやり直しとなった。1時間後にフォーメーションラップが再開されたが、その最中にジョディー・シェクター（ウルフ）のマシンが「レズモ・カーブ」でクラッシュ。ドライバーたちはバリアの修復が終わるまでレースの開始を拒否した。そのためレースが再開されたのは午後6時近くで、周回数も52周から40周に短縮された。
スタートでは予選2位のジル・ヴィルヌーヴ（フェラーリ）が先行し、地元フェラーリファンの熱烈な声援を受けながらアンドレッティをリードした。終盤の36周目にアンドレッティがトップに立ち、そのままゴールするが、スタート時にアンドレッティ・ヴィルヌーヴ共にフライング・スタートを犯していたため、1分加算のペナルティーを課せられそれぞれ6位・7位に降格となった。これによりブラバムのニキ・ラウダとジョン・ワトソンが繰り上がって、1974年アメリカGP以来のワンツーフィニッシュという結果になった。そのラウダは早々とサーキットから去って行ったため、表彰台にはチャンピオンが確定的となったアンドレッティを呼び寄せた。

## レース後
重症を負った2名のうち、ブランビラは一時意識を失っていたため容態が心配されたが、その後回復して翌年にはレースに復帰することができた。ピーターソンは脚の負傷が酷いものの、意識はしっかりしており、大事に至らないと思われた。しかし、翌11日未明に容態が急変し、脂肪塞栓症のため死去した。ピーターソンの死によってアンドレッティのチャンピオンが決まると言う皮肉な結果となった。
多重事故を招いた原因として、レーススタートを合図する競技員（スターター）がグリッドの状況を充分に確認せず、早めにスタートシグナルを操作したことが問題となった。これまでは、各サーキットの関係者などがスターターを務めていたが、この事故を教訓として「オフィシャルスターター制度」が導入され、国際自動車連盟 (FIA) 安全委員のデレック・オンガロが全グランプリでスタートシグナルを操作することになった。
オンガロの就任に伴い、スターティンググリッドの並び方も改善された。各列に数台が横並びになる"3-2-3"や"2-1-2"方式を廃止し、車両間に間隔をあけるため、縦2列交互に並ぶスタッガード方式が導入された。
ハント・ラウダ・アンドレッティ・シェクター・フィッティパルディらドライバーからなるF1安全委員会は、パトレーゼに接触事故の責任があるとする判定を下した。当時のパトレーゼは血気盛んな若手として知られ、このレース前にも委員会から警告を受けていた。委員会は次戦アメリカGPのオーガナイザーに働きかけ、パトレーゼの出場を拒否させた。その後、写真を使った調査でパトレーゼに非がなかったことが証明された。

## レース結果
| 順位  | No. | ドライバー                     | コンストラクター             | 周回 | タイム/リタイア      | グリッド | ポイント |
| ----- | --- | ------------------------------ | ---------------------------- | ---- | -------------------- | -------- | -------- |
| 1     | 1   | ニキ・ラウダ                   | ブラバム・アルファロメオ     | 40   | 1:07'04.54           | 4        | 9        |
| 2     | 2   | ジョン・ワトソン               | ブラバム・アルファロメオ     | 40   | +1.48                | 7        | 6        |
| 3     | 11  | カルロス・ロイテマン           | フェラーリ                   | 40   | +20.47               | 11       | 4        |
| 4     | 26  | ジャック・ラフィット           | リジェ・マトラ               | 40   | +37.53               | 8        | 3        |
| 5     | 8   | パトリック・タンベイ           | マクラーレン・フォード       | 40   | +40.39               | 19       | 2        |
| 6     | 5   | マリオ・アンドレッティ         | ロータス・フォード           | 40   | +46.33               | 1        | 1        |
| 7     | 12  | ジル・ヴィルヌーヴ             | フェラーリ                   | 40   | +48.48               | 2        |          |
| 8     | 14  | エマーソン・フィッティパルディ | フィッティパルディ・フォード | 40   | +55.24               | 13       |          |
| 9     | 29  | ネルソン・ピケ                 | マクラーレン・フォード       | 40   | +1'06.83             | 24       |          |
| 10    | 22  | デレック・デイリー             | エンサイン・フォード         | 40   | +1'09.11             | 18       |          |
| 11    | 4   | パトリック・デパイユ           | ティレル・フォード           | 40   | +1'16.57             | 16       |          |
| 12    | 20  | ジョディー・シェクター         | ウルフ・フォード             | 39   | +1 Lap               | 9        |          |
| 13    | 27  | アラン・ジョーンズ             | ウィリアムズ・フォード       | 39   | +1 Lap               | 6        |          |
| 14    | 33  | ブルーノ・ジャコメリ           | マクラーレン・フォード       | 39   | +1 Lap               | 20       |          |
| NC    | 17  | クレイ・レガツォーニ           | シャドウ・フォード           | 33   | +7 Laps              | 15       |          |
| Ret   | 35  | リカルド・パトレーゼ           | アロウズ・フォード           | 29   | エンジン             | 12       |          |
| Ret   | 7   | ジェームス・ハント             | マクラーレン・フォード       | 19   | ディストリビューター | 10       |          |
| Ret   | 37  | アルトゥーロ・メルツァリオ     | メルツァリオ・フォード       | 14   | エンジン             | 22       |          |
| Ret   | 15  | ジャン＝ピエール・ジャブイーユ | ルノー                       | 6    | エンジン             | 3        |          |
| Ret   | 6   | ロニー・ピーターソン           | ロータス・フォード           | 0    | アクシデント         | 5        |          |
| Ret   | 3   | ディディエ・ピローニ           | ティレル・フォード           | 0    | アクシデント         | 14       |          |
| Ret   | 16  | ハンス＝ヨアヒム・スタック     | シャドウ・フォード           | 0    | アクシデント         | 17       |          |
| Ret   | 30  | ブレット・ランガー             | マクラーレン・フォード       | 0    | アクシデント         | 21       |          |
| Ret   | 19  | ヴィットリオ・ブランビラ       | サーティース・フォード       | 0    | アクシデント         | 23       |          |
| DNQ   | 25  | ヘクトール・レバーク           | ロータス・フォード           |      |                      | 25       |          |
| DNQ   | 10  | ハラルド・アートル             | ATS・フォード                |      |                      | 26       |          |
| DNQ   | 9   | ミハエル・ブリークモレン       | ATS・フォード                |      |                      | 27       |          |
| DNQ   | 18  | ジマックス                     | サーティース・フォード       |      |                      | 28       |          |
| DNPQ  | 23  | ハラルド・アートル             | エンサイン・フォード         |      |                      | 29       |          |
| DNPQ  | 32  | ケケ・ロズベルグ               | ウルフ・フォード             |      |                      | 30       |          |
| DNPQ  | 36  | ロルフ・シュトメレン           | アロウズ・フォード           |      |                      | 31       |          |
| DNPQ  | 34  | アルベルト・コロンボ           | メルツァリオ・フォード       |      |                      | 32       |          |
| 出典: |     |                                |                              |      |                      |          |          |

- ラップリーダー : ジル・ヴィルヌーヴ（Lap1 - 34）→マリオ・アンドレッティ（Lap35 - 40）
- アンドレッティとヴィルヌーヴはフライングスタートのためゴール時のタイムに1分加算。
- ハラルド・アートルは予備予選時はエンサインでエントリー。予選時にATSに乗り換える。

## 第14戦終了時点でのランキング
| 順位 | ドライバー             | ポイント |
| ---- | ---------------------- | -------- |
| 1    | マリオ・アンドレッティ | 64       |
| 2    | ロニー・ピーターソン   | 51       |
| 3    | ニキ・ラウダ           | 44       |
| 4    | カルロス・ロイテマン   | 35       |
| 5    | パトリック・デパイユ   | 32       |

| 順位 | コンストラクター         | ポイント |
| ---- | ------------------------ | -------- |
| 1    | ロータス・フォード       | 86       |
| 2    | ブラバム・アルファロメオ | 53       |
| 3    | フェラーリ               | 40       |
| 4    | ティレル・フォード       | 36       |
| 5    | リジェ・マトラ           | 19       |

- ドライバー・コンストラクター共にトップ5のみ表示。

## 参考資料
- 『オートスポーツ』（三栄書房）1978.11/15号。
- 『カーグラフィック』（二玄社）1978年12月号。